# Babutsa
Babutsa ist eine britische Band mit türkisch-zypriotischen Wurzeln.

## Geschichte
Die Gruppe wurde nach Opuntien, einer amerikanischen Kakteenart, die auch auf Zypern vorkommt, benannt. Die Band bildet sich aus den drei Solisten Peri Aziz, Ali Sönmez und Soner Türsoy. Babutsa singt vor allem traditionelle türkisch-zypriotische Volksmusik. Die Gruppe trat unter anderem in Nordzypern, Großbritannien, Australien, der Türkei und Deutschland auf.

## Mitglieder
Die Band hat folgende Mitglieder:
- Peri Aziz (* 1981 in London), türkisch-zypriotischer Abstammung.[5]
- Ali Sönmez (* 1970 in London), türkisch-zypriotischer Abstammung.[5]
- Soner Türsoy (* 1965 in Famagusta), emigrierte 1981 nach London.[5]

## Diskografie
Alben
- 2009: London Calling

EPs
- 2011: Kestane

Singles
- 2009: Yanayım Yanayım
- 2010: Tabi Güzelim (Original: Thanos Petrelis – Adiorthoti)